# Wyspy Dziewicze Stanów Zjednoczonych na Zimowych Igrzyskach Olimpijskich 2006
Wyspy Dziewicze na Zimowych Igrzyskach Olimpijskich 2006 reprezentowała jedna zawodniczka – saneczkarka Anne Abernathy, która była chorążym ekipy.

## Wyniki

### Saneczkarstwo
Kobiety
- Anne Abernathy

Jedynki - DNS (zawodniczka pojechała na IO, jednak nie wystartowała z powodu kontuzji)